# Liste der Baudenkmäler in Daglfing
Auf dieser Seite sind die Baudenkmäler im Münchner Stadtteil Daglfing im Stadtbezirk 13 Bogenhausen aufgelistet. Zu diesen Baudenkmälern gibt es auch eine Bildersammlung und ein Fotoalbum mit ausgewählten Bildern.
Diese Liste ist Teil der Liste der Baudenkmäler in München. Grundlage ist die Bayerische Denkmalliste, die auf Basis des bayerischen Denkmalschutzgesetzes vom 1. Oktober 1973 erstmals erstellt wurde und seither durch das Bayerische Landesamt für Denkmalpflege geführt und aktualisiert wird. Die folgenden Angaben ersetzen nicht die rechtsverbindliche Auskunft der Denkmalschutzbehörde.

## Baudenkmäler nach Straßen
| Lage                            | Objekt                           | Beschreibung | Akten-Nr.                          | Bild                  |
| ------------------------------- | -------------------------------- | --- | ---------------------------------- | --------------------- |
| Ortskern (Standort)             | Ensemble Ortskern Daglfing       | Die spätgotische Filialkirche St. Philipp und St. Jakob mit Friedhof bildet zusammen mit den Bauernhäusern Kunihohstraße 19 und 22 und den unmittelbar angrenzenden Gartenflächen eine malerische dörfliche Situation.                                                                | E-1-62-000-8                       | weitere Bilder        |
| Kohlbrennerstraße 19 (Standort) | Friedhof Daglfing                | mit Grabsteinen | D-1-62-000-3564 zugehörig          | Friedhof Daglfing     |
| Kohlbrennerstraße 19 (Standort) | Leichenhaus                      | verputzter Walmdachbau mit Portikus, wohl um 1920/30 | D-1-62-000-3564 zugehörig          | Leichenhaus           |
| Kohlbrennerstraße 19 (Standort) | Friedhofsmauer                   | unverputzte Backsteinmauer | D-1-62-000-3564 zugehörig          | Friedhofsmauer        |
| Kohlbrennerstraße 21 (Standort) | St. Philipp und Jakob            | Katholische Filialkirche, barocker Saalraum mit eingezogenem Chor und Südturm, 1724 über spätgotischem Kern, 1938 erweitert; mit Ausstattung | D-1-62-000-3564 Wikidata           | weitere Bilder        |
| Kunihohstraße 5 (Standort)      | Gasthaus zur Post                | zweigeschossiger putzgegliederter Satteldachbau mit Balkon und Giebelbild, 2. Hälfte 19. Jahrhundert | D-1-62-000-3666                    | Gasthaus zur Post     |
| Kunihohstraße 19 (Standort)     | Stattlicher Bauernhof            | ehemaliges Wohnstallhaus, zweigeschossiger Satteldachbau mit Erker, 1908 | D-1-62-000-3667 Wikidata           | Stattlicher Bauernhof |
| Kunihohstraße 19 (Standort)     | Nebengebäude                     | erdgeschossiger, teilweise verbretterter Satteldachbau, 1908 | D-1-62-000-3667 zugehörig Wikidata | Nebengebäude          |
| Kunihohstraße 22 (Standort)     | Bauernhaus                       | zweigeschossiger putzgegliederter Satteldachbau mit Balkon, im Kern 19. Jahrhundert | D-1-62-000-3668 Wikidata           | Bauernhaus            |
| Mäleßkircherstraße 1 (Standort) | Bauernhof, sogenannter Lindenhof | Wohnteil, eingeschossiger Satteldachbau mit durchfenstertem Kniestock und Dachüberstand, spätes 19. Jahrhundert, Wirtschaftsteil, wohl zeitgleich, 1908 erhöht und erweitert; Einfriedung, Pfosten mit Halbkugelaufsatz und rundbogigem Durchgang, Stampfbeton mit Staketenzaun, 1902 | D-1-62-000-11260                   | BW                    |

## Abgegangene Baudenkmäler
| Lage                        | Objekt          | Beschreibung | Akten-Nr. | Bild |
| --------------------------- | --------------- | --- | --------- | ---- |
| Sambugastraße 15 (Standort) | Kleinbauernhaus | 2002 nach Abbruch aus der Denkmalliste gestrichen; an der Stelle des abgebrochenen Baudenkmals steht heute eine eingeschossige Reihenhausanlage, daneben ebenfalls ein Neubau |           | BW   |